# Володимирівська сільська рада (Знам'янський район)
| Володимирівська сільська рада — колишній орган місцевого самоврядування у Знам'янському районі Кіровоградської області з адміністративним центром у с. Володимирівка. Сільській раді були підпорядковані населені пункти: - с. Володимирівка - с. Новороманівка - с. Саблине |

## Склад ради
Рада складалася з 18 депутатів та голови.

### Керівний склад ради
| ПІБ                    | Основні відомості                                                                             | Дата обрання | Дата звільнення |
| ---------------------- | --------------------------------------------------------------------------------------------- | ------------ | --------------- |
| Муленков Олег Іванович | Сільський голова, 1968 року народження, освіта, член Всеукраїнського об'єднання 'Батьківщина' | 26.03.2006   | 31.10.2010      |
| Муленков Олег Іванович | Сільський голова, 1968 року народження, освіта середня спеціальна, безпартійний               | 31.10.2010   |                 |

Примітка: таблиця складена за даними джерела

## Населення
Згідно з переписом УРСР 1989 року чисельність наявного населення села становила 2744 особи, з яких 1180 чоловіків та 1564 жінки.
За переписом населення України 2001 року в селі мешкало 2407 осіб.

### Мова
Розподіл населення за рідною мовою за даними перепису 2001 року:
| Мова       | Відсоток |
| ---------- | -------- |
| українська | 92,40 %  |
| російська  | 4,61 %   |
| вірменська | 1,49 %   |
| білоруська | 0,83 %   |
| молдовська | 0,21 %   |
| угорська   | 0,04 %   |
| інші       | 0,42 %   |